# 3G
3G е третото поколение безжични мобилни телекомуникационни технологии. Това е подобрение за 2,5G GPRS и 2,75G EDGE мрежи, за по-бързо пренасяне на данни. Това се основава на набор от стандарти, използвани за мобилни устройства, услуги и мрежи за използване на мобилни телекомуникации, които отговарят на изискванията на International Mobile Telecommunications-2000 (IMT-2000) на Международния съюз по далекосъобщения (ITU). 3G намира приложение при мобилния достъп до интернет, фиксирания безжичен интернет достъп, видео разговорите и мобилната телевизия.
Телекомуникационните мрежи 3G поддържат услуги, които осигуряват скорост на пренос на информация най-малко 144 kbit/s. По-късните версии на 3G, често обозначавани като 3,5G и 3,75G, също осигуряват мобилен достъп до няколко Mbit/s до смартфони и мобилни модеми в преносими компютри.
Ново поколение клетъчни стандарти се появява приблизително на всеки десет години от въвеждането на 1G системите през 1979 г. и началото до средата на 80-те години. Всяко поколение се характеризира с нови честотни вълни и по-високи скорости на предаване на данни. Първите търговски 3G мрежи са въведени в средата на 2001 г.

## Общ преглед
Услугите, рекламирани като 3G, трябва да отговарят на техническите стандарти IMT-2000, включително стандарти за надеждност и скорост на пренос на данни. За да отговаря на стандартите IMT-2000, системата трябва да осигурява пикови скорости на предаване на данни най-малко 144 kbit/s. Въпреки това много услуги, рекламирани като 3G, осигуряват по-висока скорост от минималните технически изисквания.

## История
Технологията 3G е резултат от научноизследователска дейност, извършена от Международния съюз по далекосъобщения (ITU) в началото на 80-те години. Спецификациите и стандартите 3G са разработени за 15 години. Техническите спецификации са публично достояние под името IMT-2000. Комуникационният спектър между 400 MHz до 3 GHz е разпределен за 3G. Правителството и комуникационните компании одобряват стандарта 3G. Първата предварително комерсиална мрежа 3G е стартирана от NTT DoCoMo в Япония през 1998 г. брандирана като FOMA. За първи път е достъпна през май 2001 г. като предварителна версия (тест) на технологията W-CDMA. Първото комерсиално пускане на 3G също е от NTT DoCoMo в Япония на 1 октомври 2001 г., въпреки че първоначално е малко ограничен по обхват.
Първата европейска предкомерсиална мрежа е UMTS мрежа на остров Ман от Manx Telecom, операторът, тогава притежаван от British Telecom, а първата търговска мрежа (също базирана на UMTS W-CDMA) в Европа е открита за бизнес от Telenor през декември 2001 г. без комерсиални телефони и по този начин без плащащи клиенти.
Първата търговска 3G мрежа на Съединените щати е от Monet Mobile Networks, с CDMA2000 1x EV-DO технология, но по-късно мрежовият доставчик прекратява операциите. Вторият 3G мрежов оператор в САЩ е Verizon Wireless през юли 2002 г., също с CDMA2000 1x EV-DO. AT&T Mobility също е истинска 3G UMTS мрежа, след като завършва надграждането на 3G мрежата към HSUPA.

## Функции

### Скорост на данни
Международният съюз по далекосъобщения не е предоставил ясна дефиниция на скоростта на пренос на данни, която потребителите могат да очакват от 3G оборудване или доставчици. Докато в коментар се посочва, че „се очаква IMT-2000 да осигури по-високи скорости на предаване: минимална скорост на предаване 2 Mbit/s“, ITU всъщност не посочва ясно минималните необходими скорости, нито изискваните средни скорости, нито какви режими на интерфейсите се квалифицират като 3G, толкова различни скорости на данни се продават като „3G“ на пазара.
При пазарно внедряване скоростите на предаване на данни в 3G, определени от доставчиците на телекомуникационни услуги, варират в зависимост от използваната технология; до 384 kbit/s за WCDMA, до 7,2 Mbit/s за HSPA и теоретичен максимум от 21,6 Mbit/s за HSPA+ (технически това е 3,5G, но обикновено се налагат под търговското наименование 3G).

### Сигурност
Мрежите 3G предлагат по-голяма сигурност от техните предшественици 2G. Като позволява на потребителското оборудване да удостоверява мрежата, към която се свързва, потребителят може да бъде сигурен, че мрежата е предназначената, а не имитатор. Мрежите 3G използват блоковия шифър KASUMI вместо по-стария поток A5/1. Въпреки това са идентифицирани редица сериозни слабости в шифъра KASUMI.

### Приложения на 3G
Информацията за честотната лента и местоположението, достъпна за 3G устройства, води до приложения, които преди не са били достъпни за потребителите на мобилни телефони.